# Перрі-Саунд (округ)
 Перрі-Саунд  (англ. Parry Sound District) — округ у провінції Онтаріо, Канада. Округ є переписним районом та адміністративною одиницею провінції. Найбільшим містом і адміністративним центром округу є місто Перрі-Саунд. Населення — 40 918 чол. (За переписом 2006 року). 

## Географія

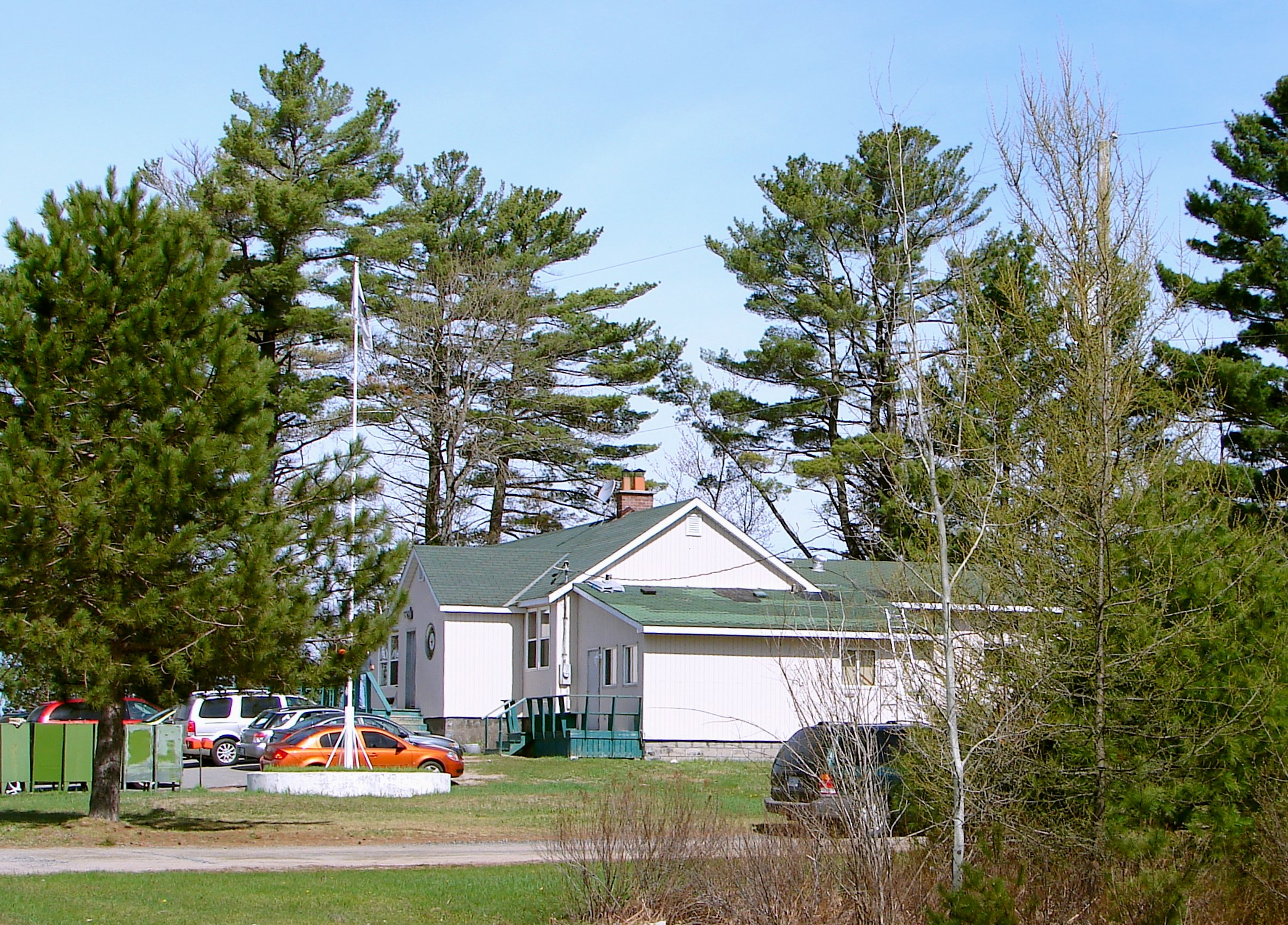
В індіанському поселенні Шаванага.

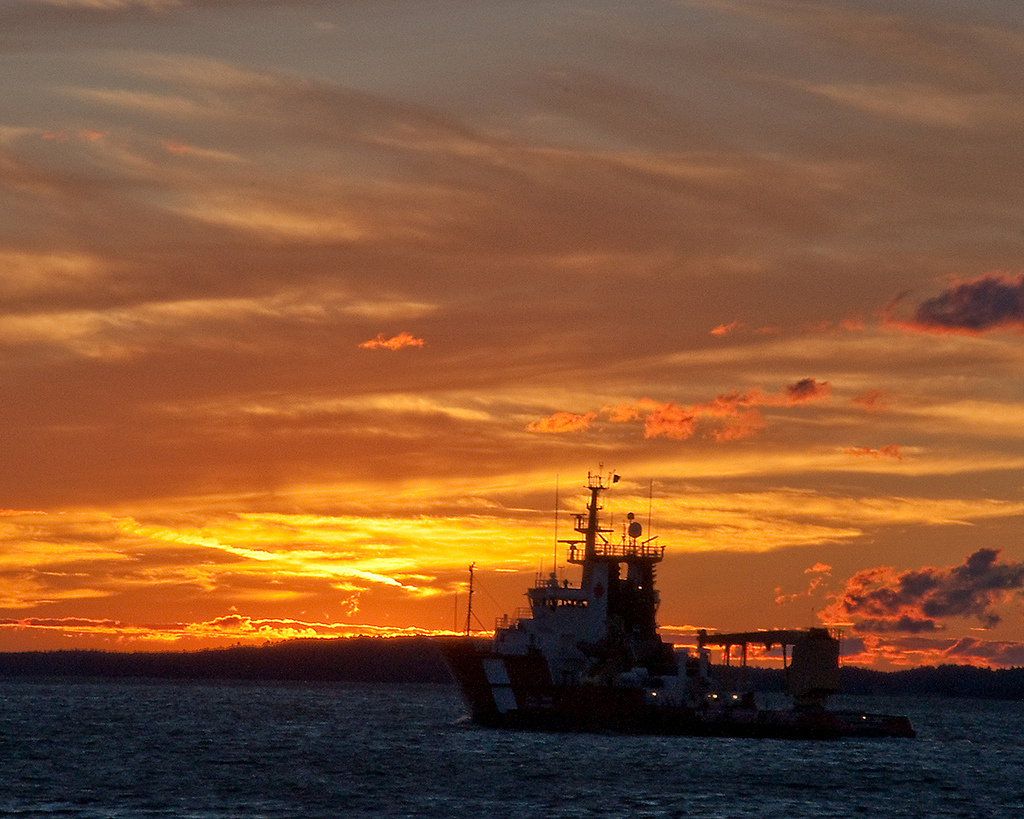
Корабель канадської берегової охорони виходить з порту Перрі-Саунд.

Округ розташований в центральній частині провінції Онтаріо, в регіоні Центральне Онтаріо. На півночі Перрі-Саунд межує з округом Садбері, на сході — з округом Ніпіссінг, на півдні — з округом Мускока, на заході — омивається водами затоки Джорджіан-Бей (озеро Гурон).

## Адміністративний поділ
До складу округу входять такі муніципальні утворення:
Три містечка («тауни»): Перрі-Саунд, Керні (Онтаріо) | Керні (англ. Kearney, Ontario) і Повассан (англ. Powassan);
- 16 тауншіпів: Аркіпелаґо (англ. The Archipelago), Армор (англ. Armour, Ontario), Калландер (англ. Callander, Ontario), Карлінг (англ. Carling, Ontario), Джолі (англ. Joly, Ontario), Мечер (англ. Machar, Ontario), Маґнетаван (англ. Magnetawan), Макдуґал (англ. McDougall, Ontario), Маккеллар (англ. McKellar, Ontario), Макмаррік-Монтейт (англ. McMurrich/Monteith, Ontario), Ніпіссінґ (англ. Nipissing, Ontario), Перрі (англ. Perry, Ontario), Раєрсон (англ. Ryerson, Ontario), Сеґуін (англ. Seguin, Ontario), Стронґ (англ. Strong, Ontario) й Вайтстоун (англ. Whitestone, Ontario);

- 3 села: Беркс-Фолл (англ. Burk's Falls), Саут-Рівер (англ. South River, Ontario) й Сандрідж (англ. Sundridge, Ontario);

- 2 міжселищні території: Центральний Перрі-Саунд (англ. Unorganized Centre Parry Sound District) і Північно-Східний Перрі-Саунд.

- 7 індіанських територій: Докіс 9 (англ. Dokis 9, Ontario), Маґнетаван 1 (англ. Magnetawan 1, Ontario), Перрі-Айленд (англ. Wasauksing First Nation), Френч-Рівер, Генві-Інлет, Найскутенґ 17А й Шаванаґа 17.

## Населення

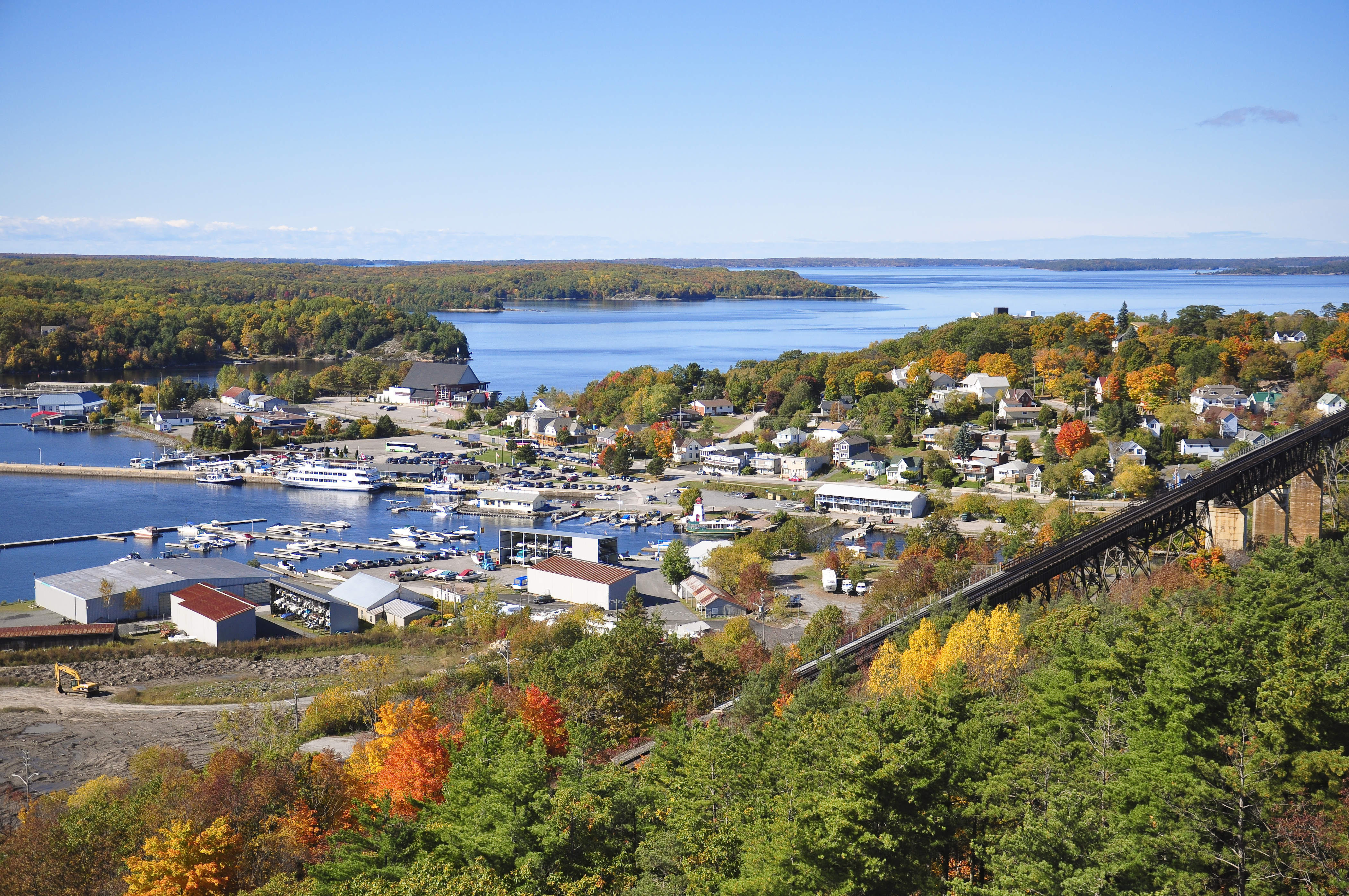
Краєвид містечка Перрі-Саунд.

З приблизно 40 900 жителів, що населяють округ, 20400 становлять чоловіки і 20 515 — жінки. Середній вік населення — 47,9 років (проти 39,0 років в середньому по провінції). При цьому, середній вік чоловіків становить 47,3 років, а жінок — 48,4 (аналогічні показники по Онтаріо — 38,1 і 39,9 відповідно). На території округу зареєстровано 17 195 приватних житлових приміщень, що належать 12 765 сім'ям.
Англійською мовою як рідною говорять 36830 осіб, французькою — 1180. Поширеність інших мов невелика.